# SN 2006os
SN 2006os – supernowa typu Ia odkryta 21 listopada 2006 roku w galaktyce UGC 2384. W momencie odkrycia miała maksymalną jasność 17,20m.